# 作通型配列

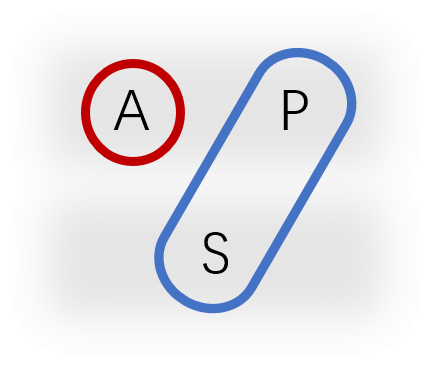

作通型配列（Ergative–absolutive alignment），也称为作通格配列、施通格配列、作格配列、施格配列或能格配列，是一類配列方式，即在句法或形态上，将不及物动词的单一变元和及物动词的受事论元同等对待（S=P），而区别对待及物动词的施事论元（A）:110。作通型配列可以在形态（编码性质）和句法（表现性质）两方面呈现，一方面在综合语中常藉由格标记来表示；另一方面，一些语言的句法也会呈现作通型配列，但是十分罕见。此外，句法上作通型语言通常不是中心词前置就是中心词后置，且罕见SVO语序。呈现这种配列的语言称为作通格语言或者作格语言、施格语言、能格语言。巴斯克語、格鲁吉亚语、玛雅语、藏语，和一些印欧语如库尔德语、印地语等，甚至闪语族的阿拉姆语里面都存在这种配列。有些假说里面原始印欧语也被划为作通型语言，但仍十分有争议。

## 编码性质

### 格标记
如果一门语言有形态上的格变化，那么谓语中心词的论元一般会如下标记：
- 不及物动词的单一核心变元（S）和及物动词的受事论元（P）一同标记为通格（S=P）；
- 动词的施事论元（标记为A）则区别对待，将它标记为作格。[8]

### 动词一致
如果没有形态上的格变化，作通型配列还能通过其他形态手段呈现，如动词的显在一致。例如，阿布哈兹语和大部分玛雅语没有形态上的作格标记，但是它们可以通过动词的一致结构来呈现作格。在作通一致的语言里，通格往往不被标记（有些例外，如尼亚斯语和特拉帕尼科语），如巴斯克語：
上例的 -Ø 是一个零形式，代表不被标记的通格。作格标记在辅音后作 -ek，而在元音后作 -k。另外，巴斯克语里面大多数名词短语都需要由一个限定词限定，一般单数为 -a，复数为 -ak；数只能标记在限定词上。于是便有如下变位（以“人”gizon 为例）：
| gizon | 通格            | 作格            |
| ----- | --------------- | --------------- |
| 单数  | gizon-a         | gizon-ak        |
| 单数  | 人-DET.SING.ABS | 人-DET.SING.ERG |
| 复数  | gizon-ak        | gizon-ek        |
| 复数  | 人-DET.PL.ABS   | 人-DET.PL.ERG   |

## 表现性质
作通型配列也可以通过句法呈现。但是作通型句法配列非常罕见，大多数作通格语言都是形态上而非句法上呈作通型配列。与词法学一样，句法配列可以放在一个连续统一体上，因此某些句法操作可能会生成主宾型配列，而其他的则可以生成作通型配列；其程度取决于有多少句法操作将论元 S 和 P 同等对待。
理论上，作通型配列可以在语序（尤其是论元与动词的前后关系）、句法枢纽、关系子句、主從複合、转换指称等方面呈现。
在形态上，通常作格会有标记而通格无标记。作格和通格同时有标记或者只标记通格而不标记作格的情况极少。但并非不存在，例如图康伯西语是作格和通格同时标记、尼亚斯语只标记通格。

### 等位省并
一些作通格语言的配列可以通过等位省并体现。如澳洲原住民的迪尔巴尔语，省略後句同定论元时，只有论元 S 和 P 可以省略，论元 A 不可以省略。
反之如英语（主宾型），省略後句同定论元时，只有论元 S 和 A 可以省略，论元 P 不可以省略。
但实际上，缺乏形态手段、主要靠语序表达句法功能的语言大部分都属于主宾型语言，作通型语言极其罕见，迪尔巴尔语算是一个特例。如果观察主语的一些普遍特征，会发现有些语言无论在形态学还是句法学上都是完美的主宾格语言，但完美的作通格语言却未曾被发现。

## 部分作格性
大部分作通型语言都具有部分作格性（split ergativity），即在某些状況下呈现作通型配列的特性，但在某些状況下，如特定的人称、时、体等，却呈现主宾型配列等其他配列的特性。巴斯克語是少有的、在格标记和动词一致上呈现完整作通型配列的语言，不过它在句法配列上则是主宾型的。
许多以主宾型配列为主流的语言也会出现一些作格的特征，功能语言学和认知语言学甚至认为世界上的语言分为作格系统和主宾格系统两种，这两种系统并不互相排斥，每个语言都有这两种只是程度有所不同。非作通语言中也会出现作格动词、通格动词的现象。汉语同样如此，例如「他打开了门」、「门打开了」，这里的「门」就可以被分析为通格，部分人还认为著名的王冕死了父亲问题也是汉语作通性的体现。

## 任意作格性
很多作通型语言也具有任意作格性（optional ergativity），即作格标记不会在所有情况下强制出现。但任意作格性并非真正任意，作格显在标记与否受语义和语用影响。任意作格性不像部分作格性那样有规律。
任意作格性会受以下因素影响：
- 有生性，有生的主语更倾向于标记作格
- 动词语义，具有及物性的动词更倾向于标记作格
- 语法结构，尤其是 [时-体-态]

一些澳大利亚原住民语言、藏语等拥有任意作格性。

## 分布

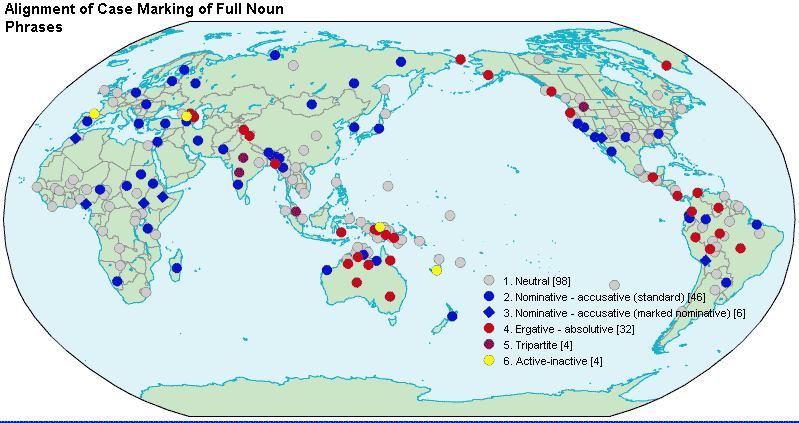
各种配列类型在全世界的分布

作通型语言大致分布于美索不达米亚、高加索、美洲、青藏高原和澳大利亚等地区。
世界各区域作通型语言的例子：
| 北美洲： - 奇布恰语系（中美洲） - 奇努克语（美国） - 爱斯基摩－阿留申语系（加拿大、美国） - 暹西亚语（加拿大） | 大洋洲： - 大部分澳大利亚原住民语言 - 大部分新几内亚的语言 | 南美洲： - 圭库鲁语（巴西、阿根廷等） - 马克罗-热语系（巴西等） - 玛雅语（墨西哥） - 弥黑-索科语系（墨西哥） - 帕诺亚语（巴西、秘鲁、玻利维亚） |
| 欧洲: - 巴斯克语（西班牙、法国）                                                                               | 非洲： - 帕里语（苏丹）                                    | 亚洲： - 布鲁夏斯基语（巴基斯坦） - 楚克奇语（俄罗斯） - 藏语（中国） - 库尔德语（中东） - 高加索诸语言                                         |

## 延伸阅读
- Anderson, Stephen. (1976). On the notion of subject in ergative languages. In C. Li. (Ed.), Subject and topic (pp. 1–24). New York: Academic Press. ISBN 0-12-447350-4.
- Anderson, Stephen R. (1985). Inflectional morphology. In T. Shopen (Ed.), Language typology and syntactic description: Grammatical categories and the lexicon (Vol. 3, pp. 150–201). Cambridge: University of Cambridge Press. ISBN 0-521-58158-3.
- Comrie, Bernard. (1978). Ergativity. In W. P. Lehmann (Ed.), Syntactic typology: Studies in the phenomenology of language (pp. 329–394). Austin: University of Texas Press. ISBN 0-292-77545-8.
- Coon, Jessica, Diane Massam and Lisa deMena Travis. (Eds.). (2017). The Oxford handbook of ergativity. Oxford University Press.
- Dixon, R. M. W. (1979). Ergativity. Language, 55 (1), 59-138. (Revised as Dixon 1994).
- Dixon, R. M. W. (Ed.) (1987). Studies in ergativity. Amsterdam: North-Holland. ISBN 0-444-70275-X.
- Dixon, R. M. W. . Cambridge University Press. 2011  [2019-05-21]. ISBN 978-1-108-02504-1. （原始内容存档于2020-05-19）.
- Foley, William; & Van Valin, Robert. (1984). Functional syntax and universal grammar. Cambridge University Press. ISBN 0-521-25956-8.
- Iliev, Ivan G. (2007) On the Nature of Grammatical Case ... (Case and Vocativeness)（页面存档备份，存于）
- Kroeger, Paul. (1993). Phrase structure and grammatical relations in Tagalog. Stanford: CSLI.  ISBN 0-937073-86-5.
- Legate, Julie Anne. (2008). Morphological and Abstract Case. Linguistic Inquiry 39.1: 55-101.
- Mallinson, Graham; & Blake, Barry J. (1981). Agent and patient marking. Language typology: Cross-linguistic studies in syntax (Chap. 2, pp. 39–120). North-Holland linguistic series. Amsterdam: North-Holland Publishing Company.
- McGregor, William B. (2010). Optional ergative case marking systems in a typological-semiotic perspective. Lingua 120: 1610–1636.
- Plank, Frans. (Ed.). (1979). Ergativity: Towards a theory of grammatical relations. London: Academic Press.
- Rude, Noel. (1983). Ergativity and the active-stative typology in Loma. Studies in African Linguistics 14 (3): 265-283.
- Schachter, Paul. (1976). The subject in Philippine languages: Actor, topic, actor-topic, or none of the above. In C. Li. (Ed.), Subject and topic (pp. 491–518). New York: Academic Press.
- Schachter, Paul. (1977). Reference-related and role-related properties of subjects. In P. Cole & J. Sadock (Eds.), Syntax and semantics: Grammatical relations (Vol. 8, pp. 279–306). New York: Academic Press. ISBN 0-12-613508-8.
- Silverstein, Michael. (1976). Hierarchy of Features and Ergativity. In R.M.W. Dixon (ed.) Grammatical Categories in Australian Languages (pp. 112–171). New Jersey: Humanities Press. ISBN 0-391-00694-0. Reprinted in  Pieter Muysken and Henk van Riemsdijk (eds.), Features and Projections (pp. 163–232).  Dordrecht: Foris. ISBN 90-6765-144-3.
- Verbeke, Saartje. 2013. Alignment and ergativity in new Indo-Aryan languages. Berlin: de Gruyter.
- Vydrin, Valentin. (2011). Ergative/Absolutive and Active/Stative alignment in West Africa:The case of Southwestern Mande.  Studies in Language 35 (2): 409-443.